# Serixia novaebritanniae
Serixia novaebritanniae là một loài bọ cánh cứng trong họ Cerambycidae.